# Telesfor Adamski
Telesfor Adamski – polski działacz stowarzyszeń rolniczych i oświatowych.
Dyrektor biura Zarządu Głównego (1899-1914) oraz członek (1906-1910) i sekretarz (1911-1914) Zarządu Głównego Towarzystwa Kółek Rolniczych we Lwowie. Redaktor "Przewodnika Kółek Rolniczych" (1906-1914). Członek rady nadzorczej oraz członek komisji kontrolującej Centralnej Kasy dla kółek rolniczych we Lwowie (1913-1914). Członek i działacz Galicyjskiego Towarzystwa Gospodarskiego, członek jego Komitetu (10 czerwca 1909 - 24 czerwca 1910). Od 1898 członek i działacz Towarzystwa Oświaty Ludowej, od 1900 sekretarz zarządu TOL. Członek Rady Zawiadowczej Krajowego Związku Ochotniczych Straży Pożarnych (1911-1914). 
W latach 1913–1914 był członkiem rad nadzorczych Banku Rolniczego we Lwowie, Galicyjskiego Związku Mleczarskiego we Lwowie, Galicyjskiej Spółki zbytu bydła i trzody chlewnej we Lwowie, Galicyjskiej Spółki zbytu jaj i drobiu (Ovum) we Lwowie i Związku Rolników dla zbytu produktów we Lwowie.
Autor: O oświatowej działalności Towarzystwa Kółek Rolniczych, Lwów 1913,